# Simon Bloch Jørgensen
Simon Bloch Jørgensen (født 1. september 1992) er en dansk tidligere fodboldspiller som spillede for den engelske National League South-klub Whitehawk.